# Sinosenecio latouchei
Sinosenecio latouchei là một loài thực vật có hoa trong họ Cúc. Loài này được (Jeffrey) B.Nord. miêu tả khoa học đầu tiên năm 1978.